# Arheološko nalazište na Gračini i crkva sv. Roka
|  |  |  |
|  |  |  |

Arheološko nalazište na Gračini i crkva sv. Roka nalazi se na uzvisini iznad mjesta Otrić-Seoci, u općini Pojezerje.

## Opis dobra
Sjeverno od mjesta Otrić-Seoci, na vrhu brda Gračina (298 m.) nalazi se crkva sv. Roka. Jednobrodna građevina orijentirana sjeveroistok-jugozapad, pravokutnog je tlocrta s pravokutnom apsidom. Građena je od nepravilnog, grubo obrađenog kamena, a struktura zida ukazuje na brojne preinake. Pročelje joj je u središnjoj osi rastvoreno vratima u kamenim pragovima i kamenom rozetom, a završava se zabatom sa zvonikom na preslicu za dva zvona. Na bočnim pročeljima kao i na apsidi nalazi se po jedan uski, uspravni pravokutni prozor. Dvostrešni krov crkve prekriven je utorenim crijepom tzv. francuzicom. Unutrašnjost crkva se sastoji od prostora lađe i užeg svetišta povišenog za jednu stepenicu i presvođenog bačvastim svodom. Prema predaji radi se o jednom od najstarijih sakralnih lokaliteta ovog dijela neretvanske doline, međutim točnu dataciju crkve otežava nepostojanje stilskih obilježja. Sama crkva podignuta je na nasutoj brdskoj zaravni-platou veličine 30 x 15 metara. Sudeći po strukturi nasipa i ulomcima prapovijesne keramike, Gračina je bila prapovijesna gradina-osmatračnica. Sjeverozapadno od crkve na padini brda nalazi se devastirano groblje sa stećcima. Do danas su sigurno sačuvana dva neukrašena (?) stećka-ploče te nekoliko fragmenata stećaka. Groblje sa stećcima najvjerojatnije nastaje tijekom 15. stoljeća. Pedesetak metara sjeverno od crkve, na manjoj zaravni nalaze se ostaci jedne skromne trobrodne troapsidalne (?) crkve koja se proteže u pravcu sjever-jug. Danas su ostaci crkve zatrpani recentnim intervencijama uređenja prostora sjeverozapadno od crkve. Neka buduća arheološka istraživanja mogla bi dati odgovore o karakteru i dataciji ove crkve.

## Zaštita
Pod oznakom Z-7673 zavedeno je kao nepokretno kulturno dobro - pojedinačno, pravna statusa zaštićena kulturnog dobra, klasificirano kao "kopnena arheološka zona/nalazište".